# Richard Weil (Unternehmer)
Richard Weil (* 28. April 1875 in Ingenheim (Pfalz); † 1917) war ein deutscher Apotheker und Unternehmer.

## Familie
Er wurde als drittes Kind des Kaufmanns und Großgrundbesitzers Julius Weil (1843–1920) und dessen Ehefrau Juliana Mathilde (1840–1905), geborene Wolf, geboren. Sein Vater Julius war in Ingenheim auch Vorsitzender der Israelitischen Kultusgemeinde und im Vorstand des Jüdischen Friedhofes seiner Heimatstadt.
Am 6. Dezember 1905 heiratete Richard Weil in München Paula Höchstädter (1885–1970). Aus der Ehe gingen in Frankfurt am Main zwei Söhne hervor, Edgar (1908–1941) und Hans Joseph (1906–1969).

## Schule und Studium
Richard Weil besuchte in Ingenheim die Volksschule und wechselte 1885 auf eine höhere Schule nach Bad Bergzabern, die er 1889 mit der Reifeprüfung abschloss. Sein anschließendes Studium schloss er 1899 in Bern mit seiner Promotion zum Thema Zur Biologie der Milzbrandbacillen ab.

## Militärdienst und Kriegseinsatz
Am 14. Juli 1900 wurde er als Unterapotheker der Reserve registriert und am 19. Dezember 1902 zum Oberapotheker der Reserve befördert. Im Ersten Weltkrieg wurde er in dieser Funktion der Lazarett- und Sanitätseinheit Germersheim zugeteilt.

## Berufliche Entwicklung

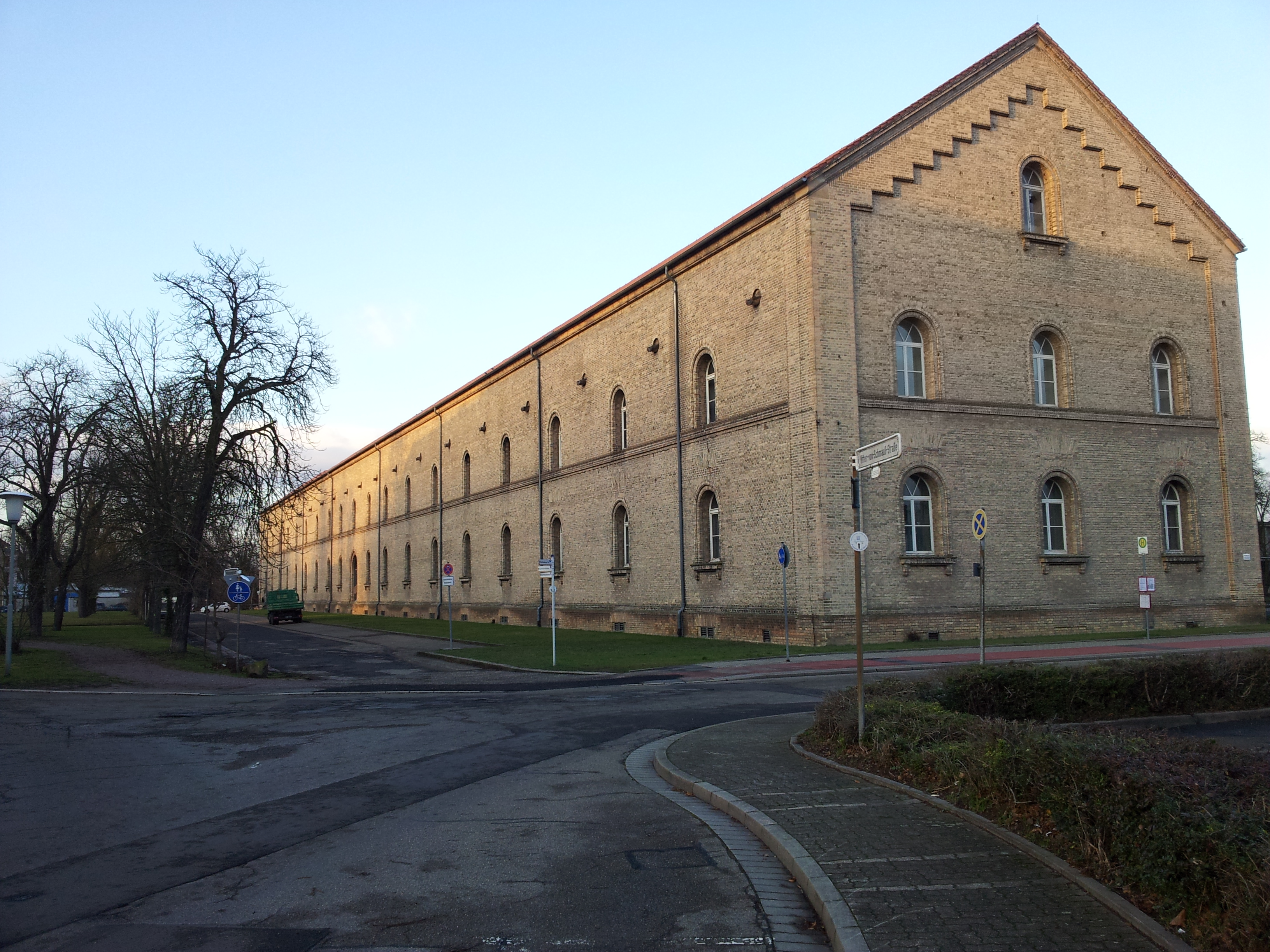
Lazarettgebäude der Festung Germersheim

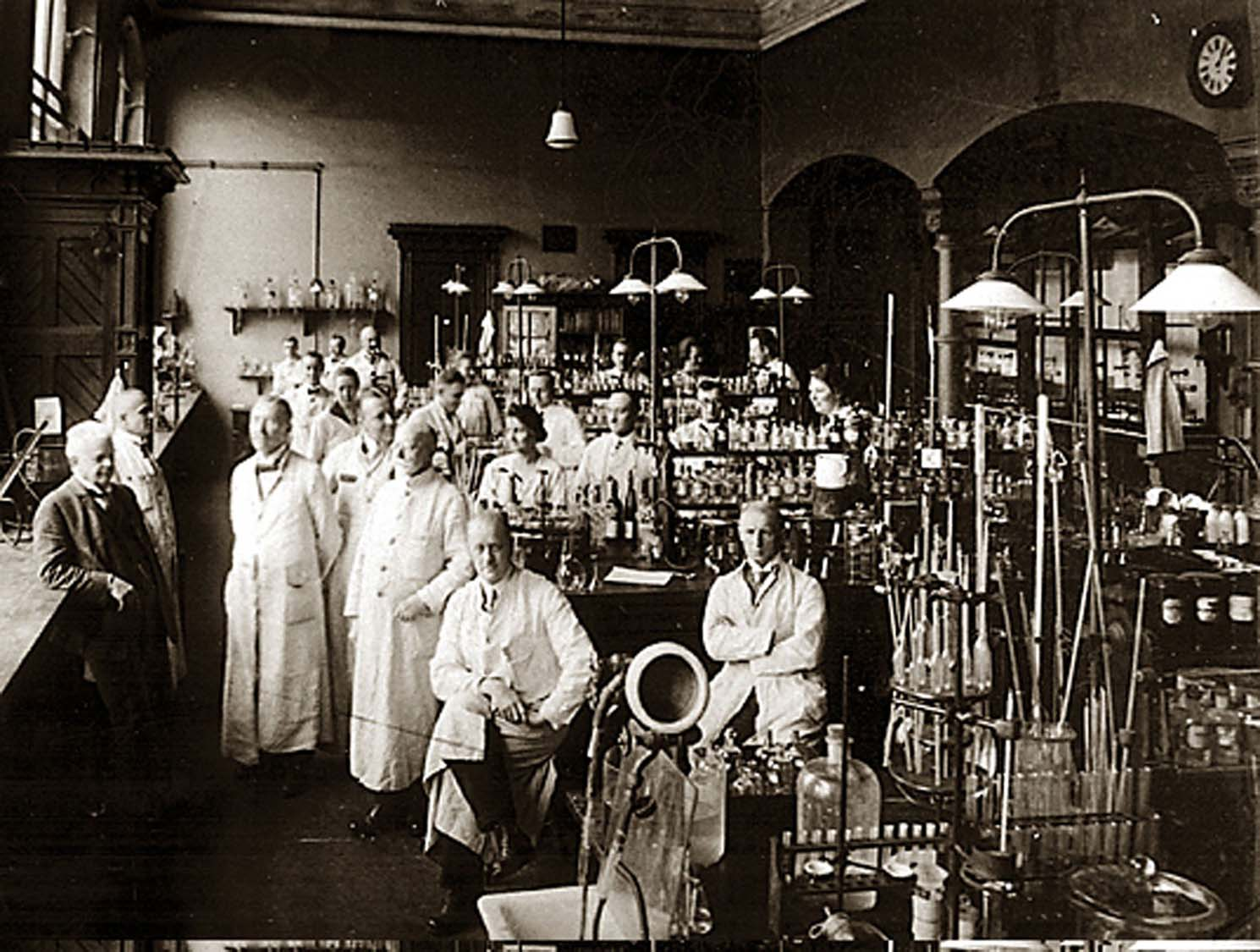
Labor des Hygienischen Instituts in Hamburg

Als Assistent war er bis 1902 unter William Philipps Dunbar am Hygienischen Institut in Hamburg tätig. Während dieser Zeit verfasste er diverse wissenschaftliche Arbeiten, so beispielsweise Die Sporenbildung des Milzbrands bei Anaerobiose (1901) oder gemeinsam mit William Philipps Dunbar der Beitrag zur Frage der Milchfiltration (1902).
Am 28. Februar 1902 setzte sich Richard Weil in Frankenthal (Pfalz) gegen einen Mitbewerber durch und erwarb für 240.000 Mark die dortige Einhorn-Apotheke des Apothekers Senckenberg. Für deren Betrieb erhielt er am 18. Juni 1902 durch das königliche Staatsministerium des Innern die Konzession und bewarb in der Folge seine Angebote in der örtlichen Zeitung. Sein Mitbewerber, der Apotheker Scharrer, strengte jedoch einen Rechtsstreit gegen Weil an, der zu Scharrers Gunsten zu einem Widerruf der Weil erteilten Konzession führte.
Nach dieser Niederlage zog Weil nach Frankfurt am Main und erwarb dort für 600.000 Mark mit der Schwanen-Apotheke die seit 1423 bestehende älteste Apotheke der Stadt in der Friedberger Anlage 9. Für seine Herstellung von Schmerzmitteln baute er das Laboratorium der Apotheke aus, deren Fläche jedoch schon bald nicht mehr ausreichte. Daher gründete er in der nahegelegenen Grünstraße die Endopharm Frankfurter Arzneimittelfabrik (zuletzt Searle-Endopharm in Dreieich). Die serielle pharmazeutische Fabrikation begann mit Somnacitin, später folgten andere Präparate wie Bronchovydrin, Papavydrin und Turiopin sowie Droserin-Kampfer-Liniment, Mykotin, Vomex A und Turipol.
Als Weil 1917 fiel bzw. verstarb, verkaufte die Familie die Schwanen-Apotheke nach dem Ersten Weltkrieg im Jahr 1919 an den Apotheker Heinrich Quittmann und konzentrierte sich ganz auf ihr Unternehmen Endopharm. Dieses entwickelte sich sehr erfolgreich. Sein Sohn Hans Joseph, der als promovierter Arzt tätig war, betrieb im Unternehmen seine Forschung. Durch die Machtabtretung an die Nationalsozialisten geriet das Familienunternehmen durch die betriebene „Arisierung“ in Gefahr. Der jüngere Sohn Edgar, der 1933 Grete Dispeker geheiratet hatte, emigrierte daher 1933 in die Niederlande, um Endopharm dort neu aufzubauen bzw. zunächst einen Filialbetrieb zu etablieren. 1937 wurde die Firma in Frankfurt am Main „arisiert“. Der ältere Sohn Hans Joseph Weil emigrierte in die Vereinigten Staaten; sein jüngerer Bruder Edgar wurde im Juni 1941 in den Niederlanden bei einer Razzia auf offener Straße verhaftet und im September 1941 im Konzentrationslager Mauthausen ermordet. Seiner Ehefrau Grete Weil gelang es nach Kriegsende, das Unternehmen per Restitution wieder in den Besitz der Familie zurückzuführen.

## Veröffentlichungen (Auszug)
- Zur Biologie der Milzbrandbacillen. Inauguraldissertation Universität Bern. R. Oldenbourg, München 1899, OCLC 19546971
- Zur Biologie der Milzbrandbacillen – Die Sporenauskeimung. In: Archiv für Hygiene, Bd. 39 (1901), Heft 3, S. 205–229, OCLC 1048654697
- Zur Kenntnis der Oxydationsvorgänge insbesondere mit Ozon. Inaugural-Dissertation Friedrich-Wilhelms-Universität zu Berlin. E. Ebering, Berlin 1904, OCLC 458910646